# Tipula darlingtoniana
Tipula darlingtoniana är en tvåvingeart som beskrevs av Alexander 1939. Tipula darlingtoniana ingår i släktet Tipula och familjen storharkrankar. Inga underarter finns listade i Catalogue of Life.